# Stephos hastatus
Stephos hastatus is een eenoogkreeftjessoort uit de familie van de Stephidae. De wetenschappelijke naam van de soort is voor het eerst geldig gepubliceerd in 1999 door Bradford-Grieve.